# Réorganisation des corps de cavalerie français (1825)
Pour les articles homonymes, voir Réorganisation des corps de cavalerie français et Amalgame.
L'ordonnance du 27 février 1825 réorganise sur de nouvelles bases les corps de cavalerie de l'armée française qui est complétée par une seconde ordonnance du 17 août 1825 qui fixe les dénominations ou numéros des unités.
 Une troisième ordonnance, en date du 19 février 1831, règle la composition et l'organisation de la cavalerie en 50 régiments de réserve, de ligne et légère.
Ces ordonnances sont signées de Louis XVIII Roi de France.

## Historique
En 1825, la cavalerie française était composée de 48 corps :
- La garde royale
- 1 régiment de carabiniers,
- 6 régiments de cuirassiers,
- 10 régiments de dragons,
- 24 de régiments de chasseurs à cheval et
- 6 de hussards.

L'ordonnance du 27 février 1825 règle sur de nouvelles bases la composition et la composition de la cavalerie française, garde royale et cavalerie de ligne.

Cette ordonnance est complétée par l'ordonnance du 17 août 1825 qui fixe les dénominations ou numéros que prendront à l'avenir les régiments de cavalerie de l'armée.

Une nouvelle ordonnance du Roi, en date du 19 février 1831, qui règle, d'après les nouvelles bases, la composition et l'organisation de la cavalerie en 50 régiments de réserve, de ligne et légère.

La cavalerie se divise en :
- Cavalerie de réserve (carabiniers et cuirassiers)
- Cavalerie de ligne (dragons et lanciers)
- Cavalerie légère (chasseurs et hussards).

La cavalerie hors ligne comprend 
- 4 régiments de chasseurs d'Afrique
- 3 régiments de spahis.

En 1850, la cavalerie se compose de 54 régiments :
- 2 régiments de carabiniers
- 10 régiments de cuirassiers
- 12 régiments de dragons
- 8 régiments de lanciers
- 13 régiments de chasseurs à cheval
- 9 régiments de hussards
- 4 régiments de chasseurs d'Afrique
- 3 régiments de spahis

## Régiments de carabiniers

### 1ercarabiniers
Le 1er régiment de carabiniers est formé du simple renommage du régiment des carabiniers de Monsieur, créé en 1815.
Historique
Affecté à l'armée de Paris, le 1er régiment de carabiniers quitte Fontainebleau et prend part aux journées des 24, 25 et 26 juin 1848 contre les insurgés.

### 2ecarabiniers
Le 2e régiment de carabiniers est créé par ordonnance du 27 février 1825 et formé de détachements provenant de tous les corps de grosse cavalerie.
Historique
Affecté à l'armée de Paris, le 2e régiment de carabiniers quitte Vendôme et prend part aux journées des 25 et 26 juin 1848 contre les insurgés.

## Régiments de cuirassiers

### 1ercuirassiers
Le 1er régiment de cuirassiers est formé du simple renommage du régiment de cuirassiers de la Reine, créé en 1815.
Historique
En 1832, durant la campagne des Dix-Jours, le 1er régiment de cuirassiers est à l'armée du Nord.
 En 1848, affecté à l'armée de Paris le régiment quitte Saint-Germain-en-Laye le 24 juin et prend part aux journées des 25 et 26 juin 1848 contre les insurgés.

### 2ecuirassiers
Le 2e régiment de cuirassiers est formé du simple renommage du régiment de cuirassiers du Dauphin, créé en 1815.
Historique
Le 2e régiment de cuirassiers fait la campagne de 1823 au corps de réserve de l'armée d'Espagne.
 
En 1848, affecté à l'armée de Paris le régiment quitte Versailles le 25 juin et prend part aux journées des 25 et 26 juin 1848 contre les insurgés.

### 3ecuirassiers
Le 3e régiment de cuirassiers est formé du simple renommage du régiment de cuirassiers d'Angoulême, créé en 1815, devenu régiment de cuirassiers de Bordeaux par ordonnance du 21 septembre 1824.
Historique
En 1848, affecté à l'armée de Paris le 3e régiment de cuirassiers quitte Meaux le 24 juin et prend part aux journées des 25 et 26 juin 1848 contre les insurgés.

### 4ecuirassiers
Le 4e régiment de cuirassiers est formé du simple renommage du régiment de cuirassiers de Berri, créé en 1815.
Historique
Le 4e régiment de cuirassiers fait la campagne de 1823 au corps de réserve de l'armée d'Espagne.
 
En 1832, durant la campagne des Dix-Jours, il est à l'armée du Nord.

### 5ecuirassiers
Le 5e régiment de cuirassiers est formé du simple renommage du régiment de cuirassiers d'Orléans, créé en 1815.
Historique
Le 5e régiment de cuirassiers fait la campagne de 1823 au corps de réserve de l'armée d'Espagne.

### 6ecuirassiers
Le 6e régiment de cuirassiers est formé du simple renommage du régiment de cuirassiers de Condé, créé en 1815.
Historique
Le 6e régiment de cuirassiers fait la campagne de 1823 au corps de réserve de l'armée d'Espagne.

En 1848, affecté à l'armée de Paris le régiment quitte Versailles le 25 juin et prend part aux journées des 25 et 26 juin 1848 contre les insurgés.

### 7ecuirassiers
Le 7e régiment de cuirassiers est créé par ordonnance du 27 février 1825 et formé avec le 7e régiment de dragons.
Historique
Le 7e régiment de cuirassiers fait les campagnes de 1848 et 1849 à l'armée des Alpes.

### 8ecuirassiers
Le 8e régiment de cuirassiers est créé par ordonnance du 27 février 1825 et formé avec le 8e régiment de dragons.
Historique

### 9ecuirassiers
Le 9e régiment de cuirassiers est créé par ordonnance du 27 février 1825 et formé avec le 9e régiment de dragons.
Historique
En 1832, le 9e régiment de cuirassiers est à l'armée du Nord durant la campagne des Dix-Jours.

### 10ecuirassiers
Le 10e régiment de cuirassiers est créé par ordonnance du 27 février 1825 et formé avec le 10e régiment de dragons.
Historique
Le 10e régiment de cuirassiers est à l'armée du Nord durant la campagne des Dix-Jours.

Le régiment fait les campagnes de 1848 et 1849 à l'armée des Alpes.

## Régiments de dragons

### 1erdragons
Le 1er régiment de dragons est formé du renommage du régiment de dragons du Calvados
Historique

### 2edragons
Le 2e régiment de dragons est formé du renommage du régiment de dragons du Doubs
Historique
Le 2e régiment de dragons fait la campagne de 1823 au 1er corps de l'armée d'Espagne.

### 3edragons
Le 3e régiment de dragons est formé du renommage du régiment de dragons de la Garonne
Historique
Le 3e régiment de dragons fait la campagne de 1823 au 2e corps de l'armée d'Espagne.

### 4edragons
Le 4e régiment de dragons est formé du renommage du régiment de dragons de la Gironde
Historique
Le 4e régiment de dragons fait la campagne de 1823 au 2e corps de l'armée d'Espagne.

En 1848, affecté à l'armée de Paris le régiment prend part aux journées des 23, 24, 25 et 26 juin 1848 contre les insurgés.

### 5edragons
Le 5e régiment de dragons est formé du renommage du régiment de dragons de l'Hérault
Historique
Le 5e régiment de dragons fait la campagne de 1823 au 2e corps de l'armée d'Espagne.

En 1832, il est à l'armée du Nord durant la campagne des Dix-Jours.

### 6edragons
Le 6e régiment de dragons est formé du renommage du régiment de dragons de la Loire
Historique
Le 6e régiment de dragons fait les campagnes de 1834 à 1838 à la division des Pyrénées-Occidentales.

### 7edragons
Le 7e régiment de dragons est formé du renommage du régiment de dragons de la Manche
Historique
Le 7e régiment de dragons fait la campagne de 1823 au 1er corps de l'armée d'Espagne.
Le 27 février 1825, le 7e régiment de dragons devient le 7e régiment de cuirassiers. Un nouveau 7e régiment de dragons est formé le 27 février 1825 avec le 19e régiment de chasseurs à cheval.

### 8edragons
Le 8e régiment de dragons est formé du renommage du régiment de dragons du Rhône
Historique
Le 8e régiment de dragons fait la campagne de 1823 au 1er corps de l'armée d'Espagne.

Le 27 février 1825, le 8e régiment de dragons devient le 8e régiment de cuirassiers.

Un nouveau 8e régiment de dragons est formé le 27 février 1825 avec le 20e régiment de chasseurs à cheval.

Affecté à l'armée de Paris, le 8e dragons quitte Compiègne et prend part aux journées des 25 et 26 juin 1848 contre les insurgés.

### 9edragons
Le 9e régiment de dragons est formé du renommage du régiment de dragons de la Saône
Historique
Le 9e régiment de dragons fait la campagne de 1823 au 1er corps de l'armée d'Espagne.

Le 27 février 1825, le 9e régiment de dragons devient le 9e régiment de cuirassiers.

Un nouveau 9e régiment de dragons est formé le 27 février 1825 avec le 21e régiment de chasseurs à cheval.

Le régiment fait les campagnes de 1848 et 1849 à l'armée des Alpes.

### 10edragons
Le 10e régiment de dragons est formé du renommage du régiment de dragons de la Seine.
Historique
Le 10e régiment de dragons fait la campagne de 1823 au 2e corps de l'armée d'Espagne ou il se distingue lors du combat de Velez-Malaga, le 14 septembre 1823.

Le 27 février 1825, le 10e régiment de dragons devient le 9e régiment de cuirassiers[réf. nécessaire].

Un nouveau 10e régiment de dragons est formé le 27 février 1825 avec le 22e régiment de chasseurs à cheval.

En 1832, le régiment est à l'armée du Nord durant la campagne des Dix-Jours.

En 1848, affecté à l'armée de Paris le régiment quitte Melun le 25 juin et prend part aux journées des 25 et 26 juin 1848 contre les insurgés.

### 11edragons
Le 11e régiment de dragons est formé par ordonnances du 27 février 1825 du 23e régiment de chasseurs à cheval.

Historique
En 1848 et 1849 le 11e régiment de dragons est affecté à l'armée des Alpes et au corps expéditionnaire de la Méditerranée avec lequel il s'illustre lors du siège et la prise de Rome, du 4 juin au 3 juillet 1849.

### 12edragons
Le 12e régiment de dragons est formé par ordonnances du 27 février 1825 du 24e régiment de chasseurs à cheval.
Historique
En 1848 et 1849 le 12e régiment de dragons est affecté à l'armée des Alpes.

## Régiments de lanciers

### 1erlanciers
Le 1er régiment de lanciers est formé, le 14 août 1830, du renommage du régiment de lanciers d'Orléans.
Historique
Le 19 février 1831, le 1er régiment de lancier devient le 6e régiment de lanciers.

Un nouveau 1er régiment de lanciers est formé le 19 février 1831 avec le 1er régiment de chasseurs à cheval.

En 1832, le 1er lanciers est, durant la campagne des Dix-Jours, à l'armée du Nord et au corps d'observation de la Meuse.

### 2elanciers
Le 2e régiment de lanciers est formé, le 19 février 1831, avec le 2e régiment de chasseurs à cheval.
Historique
En 1848 et 1849 le 2e lanciers est affecté à l'armée des Alpes.

### 3elanciers
Le 3e régiment de lanciers est formé, le 19 février 1831, avec le 3e régiment de chasseurs à cheval.
Historique

### 4elanciers
Le 4e régiment de lanciers est formé, le 19 février 1831, avec le 4e régiment de chasseurs à cheval.
Historique
Le régiment fait la campagne de 1832 au corps d’observation de la Meuse.

### 5elanciers
Le 5e régiment de lanciers est formé, le 19 février 1831, avec le 5e régiment de chasseurs à cheval.
Historique
Affecté à l'armée de Paris, le 5e lanciers prend part aux journées des 23, 24, 25 et 26 juin 1848 contre les insurgés.

### 6elanciers
Le 6e régiment de lanciers est formé, le 19 février 1831 lors de la transformation des cinq premiers régiments de chasseurs en régiments de lanciers, par la transformation du régiment de lanciers d'Orléans, devenu 1er régiment de lanciers le 14 août 1830[réf. nécessaire].
Historique

### 7elanciers
Le 7e régiment de lanciers est formé du 13e régiment de chasseurs à cheval par ordonnance du 27 novembre 1836.
Historique

### 8elanciers
Le 8e régiment de lanciers est formé du 14e régiment de chasseurs à cheval par ordonnance du 27 novembre 1836.
Historique

## Régiments de chasseurs à cheval

### 1erchasseurs à cheval
Le 1er régiment de chasseurs à cheval devient le 19 février 1831 1er régiment de lanciers. Il est issu du simple renommage du régiment de chasseurs à cheval de Nemours qui portait avant l'ordonnance du 17 novembre 1826 le nom de régiment de chasseurs à cheval de l'Allier formé en 1815.
Un nouveau 1er régiment de chasseurs à cheval est formé, à la même date, le 19 février 1831, du 6e régiment de chasseurs à cheval.
Historique
En 1832, durant la campagne des Dix-Jours, le 1er chasseurs à cheval est à l'armée du Nord.
Le régiment participe aux campagnes de 1846 et 1847 à l'armée d'Afrique.
 En 1849 le régiment est affecté au corps expéditionnaire de la Méditerranée avec lequel il s'illustre lors du siège et la prise de Rome, du 4 juin au 3 juillet 1849.

### 2echasseurs à cheval
Le 2e régiment de chasseurs à cheval devient 2e régiment de lanciers, le 19 février 1831. Il est issu du simple renommage du régiment de chasseurs à cheval des Alpes formé en 1815.
Un nouveau 2e régiment de chasseurs à cheval est formé, à la même date, le 19 février 1831, du 7e régiment de chasseurs à cheval.
Historique
Le 2e régiment de chasseurs à cheval fait la campagne de 1823 au 3e corps de l'armée d'Espagne.

En 1832, le 2e chasseurs à cheval est au corps d'observation de la Meuse.

Le régiment participe aux campagnes de 1845 et 1847 à l'armée d'Afrique.

### 3echasseurs à cheval
Le 3e régiment de chasseurs à cheval devient 3e régiment de lanciers le 19 février 1831. Il est issu du simple renommage du régiment de chasseurs à cheval des Ardennes formé en 1815.
Le même jour un nouveau 3e régiment de chasseurs à cheval est créé à partir du 8e régiment de chasseurs à cheval.
Historique
Le 3e régiment de chasseurs à cheval fait la campagne de 1823 au 5e corps de l'armée d'Espagne avec lequel il se distingue lors des combats de Pampelune et de Tramaced les 3 septembre et 8 octobre 1823.
En 1828, pendant la guerre d'indépendance grecque, il fait partie du corps de l'expédition de Morée.

### 4echasseurs à cheval
Le 4e régiment de chasseurs à cheval devient 4e régiment de lanciers le 19 février 1831. Il est issu du simple renommage du régiment de chasseurs à cheval de l'Ariège formé en 1815.
Le même jour un nouveau 4e régiment de chasseurs à cheval est créé à partir du 9e régiment de chasseurs à cheval.
Historique
Le 4e régiment de chasseurs à cheval fait la campagne de 1823 au 2e corps de l'armée d'Espagne avec lequel il se distingue lors des combats de Campillo de Arenas et de Jaën les 28 juillet et 13 septembre 1823.
En 1832 il est à l'armée du Nord.

### 5echasseurs à cheval
Le 5e régiment de chasseurs à cheval devient 5e régiment de lanciers le 19 février 1831. Il est issu du simple renommage du régiment de chasseurs à cheval du Cantal formé en 1815.
Le même jour un nouveau 5e régiment de chasseurs à cheval est créé à partir du 10e régiment de chasseurs à cheval.
Historique
Le 5e régiment de chasseurs à cheval fait la campagne de 1823 au 4e corps de l'armée d'Espagne avec lequel il se distingue lors des combats de Martorell et de Molins del Rey les 28 juillet et 13 septembre 1823.
Le régiment participe aux campagnes de 1845 à 1849 à l'armée d'Afrique.

### 6echasseurs à cheval
Le 6e régiment de chasseurs à cheval devient 1er régiment de chasseurs à cheval le 19 février 1831. Il est issu du simple renommage du régiment de chasseurs à cheval de la Charente formé en 1815.
Le même jour un nouveau 6e régiment de chasseurs à cheval est créé à partir du 11e régiment de chasseurs à cheval.
Historique
Le 6e régiment de chasseurs à cheval fait la campagne de 1823 au 4e corps de l'armée d'Espagne avec lequel il se distingue lors des combats d'Altafulla et sous Tarragone les 27 août et 29 septembre 1823.

### 7echasseurs à cheval
Le 7e régiment de chasseurs à cheval devient 2e régiment de chasseurs à cheval le 19 février 1831. Il est issu du simple renommage du régiment de chasseurs à cheval de la Corrèze formé en 1815.
Le même jour un nouveau 7e régiment de chasseurs à cheval est créé à partir du 12e régiment de chasseurs à cheval.
Historique
Le 7e régiment de chasseurs à cheval fait la campagne de 1823 au 1er corps de l'armée d'Espagne avec lequel il se distingue lors des combats d'Astorga et de Puerto de Mirabete les 2 juin et 30 septembre 1823.

Ce nouveau régiment fait la campagne des Dix-Jours à l'armée du Nord.

### 8echasseurs à cheval
Le 8e régiment de chasseurs à cheval  devient 3e régiment de chasseurs à cheval le 19 février 1831. Il est issu du simple renommage du régiment de chasseurs à cheval de la Côte-d'Or formé en 1815.
Le même jour un nouveau 8e régiment de chasseurs à cheval est créé à partir du 13e régiment de chasseurs à cheval.
Historique
Le nouveau régiment fait la campagne des Dix-Jours à l'armée du Nord.

### 9echasseurs à cheval
Le 9e régiment de chasseurs à cheval devient 4e régiment de chasseurs à cheval le 19 février 1831. Il est issu du simple renommage du régiment de chasseurs à cheval de la Dordogne formé en 1815.
Le même jour un nouveau 9e régiment de chasseurs à cheval est créé à partir du 14e régiment de chasseurs à cheval.
Historique
Le 9e régiment de chasseurs à cheval fait la campagne de 1823 à l'armée d'Espagne avec laquelle il s'illustre lors des combats de Logrono, de Talavera de la Reina et de San Lucar la Mayor, les 17 avril, 27 mai et 19 juin.
Le nouveau régiment fait la campagne de 1832 au corps d'observation de la Meuse. Le régiment participe aux campagnes de 1844 et 1846 à l'armée d'Afrique.

### 10echasseurs à cheval
Le 10e régiment de chasseurs à cheval devient  5e régiment de chasseurs à cheval le 19 février 1831. Il est issu du simple renommage du régiment de chasseurs à cheval du Gard formé en 1815.
Le même jour un nouveau 10e régiment de chasseurs à cheval est créé à partir du 15e régiment de chasseurs à cheval.
Historique
Le 10e régiment de chasseurs à cheval fait la campagne de 1823 au 2e corps de l'armée d'Espagne avec lequel il s'illustre lors des combats d'Alcira, de Guadahortuna et de Jaën, les 16 juin, 225 juillet et 13 septembre.

### 11echasseurs à cheval
Le 11e régiment de chasseurs à cheval devient 6e régiment de chasseurs à cheval le 19 février 1831. Il est issu du simple renommage du régiment de chasseurs à cheval de l'Isère formé en 1815.
Le même jour un nouveau 11e régiment de chasseurs à cheval est créé à partir du 16e régiment de chasseurs à cheval.
Historique

### 12echasseurs à cheval
Le 12e régiment de chasseurs à cheval devient 7e régiment de chasseurs à cheval le 19 février 1831; Il est issu du simple renommage du régiment de chasseurs à cheval de la Marne formé en 1815.
Le même jour un nouveau 12e régiment de chasseurs à cheval est créé à partir du 17e régiment de chasseurs à cheval.
Historique
Le 12e régiment de chasseurs à cheval fait la campagne de 1823 au 3e corps de l'armée d'Espagne.
Le régiment participe aux campagnes de 1831 et 1832 à l'armée d'Afrique.

### 13echasseurs à cheval
Le 13e régiment de chasseurs à cheval devient 8e régiment de chasseurs à cheval le 19 février 1831. Il est issu du simple renommage du régiment de chasseurs à cheval de la Meuse formé en 1815.
Le même jour un nouveau 13e régiment de chasseurs à cheval est créé à partir du 18e régiment de chasseurs à cheval.
Par ordonnance du 27 novembre 1836 le 13e régiment de chasseurs à cheval devient le 7e régiment de lanciers. Le 13e régiment de chasseurs à cheval cesse donc d'exister et son numéro devient vacant.
 Un nouveau 13e régiment de chasseurs à cheval est créé le 29 septembre 1848.
Historique
Le 13e régiment de chasseurs à cheval fait la campagne de 1823 au 1er corps de l'armée d'Espagne. 

### 14echasseurs à cheval
Le 14e régiment de chasseurs à cheval est formé, le 19 février 1831, du simple renommage du régiment de chasseurs à cheval du Morbihan formé en 1815. Il devient aussitôt le 9e régiment de chasseurs à cheval. Le même jour un nouveau 14e régiment de chasseurs à cheval est créé à partir de détachements pris dans les différents corps de chasseurs à cheval et d'hommes de nouvelles levées.
Par ordonnance du 27 novembre 1836 le 14e régiment de chasseurs à cheval devient le 8e régiment de lanciers. Le 14e régiment de chasseurs à cheval cesse donc d'exister et son numéro est vacant depuis cette époque.
Historique
Le 14e régiment de chasseurs à cheval fait la campagne de 1823 au 1er corps de l'armée d'Espagne.

### 15echasseurs à cheval
Le 15e régiment de chasseurs à cheval est formé, le 19 février 1831, du simple renommage du régiment de chasseurs à cheval de l'Oise formé en 1815. Il devient aussitôt le 10e régiment de chasseurs à cheval. Le 15e régiment de chasseurs à cheval cesse donc d'exister et son numéro est vacant depuis cette époque.
Historique

### 16echasseurs à cheval
Le 16e régiment de chasseurs à cheval est formé, le 19 février 1831, du simple renommage du régiment de chasseurs à cheval de l'Orne formé en 1815.
Historique
Le 19 février 1831, le 16e régiment de chasseurs à cheval devient le 11e régiment de chasseurs à cheval. Le 16e régiment de chasseurs à cheval cesse donc d'exister et son numéro est vacant depuis cette époque.

### 17echasseurs à cheval
Le 17e régiment de chasseurs à cheval est formé, le 19 février 1831, du simple renommage du régiment de chasseurs à cheval des Pyrénées formé en 1815. Il devient aussitôt le 12e régiment de chasseurs à cheval. Le 17e régiment de chasseurs à cheval cesse alors d'exister et son numéro est vacant depuis cette époque.
Historique
Le 17e régiment de chasseurs à cheval fait la campagne de 1823 au 3e corps de l'armée d'Espagne avec lequel il se distingue lors des combats dans les Asturies les 21 et 23 juin et en Galicie le 7 juillet suivant.

### 18echasseurs à cheval
Le 18e régiment de chasseurs à cheval est formé, le 19 février 1831, du simple renommage du régiment de chasseurs à cheval de la Sarthe formé en 1815. Il devient aussitôt 13e régiment de chasseurs à cheval. Le 17e régiment de chasseurs à cheval cesse alors d'exister et son numéro est vacant depuis cette époque.
Historique
Le 18e régiment de chasseurs à cheval fait la campagne de 1823 à l'armée d'Espagne avec lequel il se distingue lors des combats de Mataro et de Calaf les 24 mai et 25 juillet suivant.

### 19echasseurs à cheval
Le 19e régiment de chasseurs à cheval est issu du régiment de chasseurs à cheval de la Somme formé en 1815. Le 27 février 1825, le 19e régiment de chasseurs à cheval devient le 7e régiment de dragons. Le 19e régiment de chasseurs à cheval cesse alors d'exister et son numéro est vacant depuis cette époque.
Historique
Le 19e régiment de chasseurs à cheval fait la campagne de 1823 au 2e corps d'armée d'Espagne avec lequel il se distingue lors des combats de Mataro, de Guadahortuna et de Jaën les 16 juin, 25 juillet et 13 septembre 1823.

### 20echasseurs à cheval
Le 20e régiment de chasseurs à cheval est issu du régiment de chasseurs à cheval du Var formé en 1815. Le 27 février 1825, le 20e régiment de chasseurs à cheval devient le 8e régiment de dragons. Le 20e régiment de chasseurs à cheval cesse alors d'exister et son numéro est vacant depuis cette époque.
Historique
Le 20e régiment de chasseurs à cheval fait la campagne de 1823 au 2e corps d'armée d'Espagne avec lequel il se distingue lors du combat de Campillo de Arenas le 28 juillet et du combat de Velez-Malaga le 4 septembre suivant.

### 21echasseurs à cheval
Le 21e régiment de chasseurs à cheval est issu du régiment de chasseurs à cheval de Vaucluse formé en 1815. Le 27 février 1825, le 21e régiment de chasseurs à cheval devient le 9e régiment de dragons. Le 21e régiment de chasseurs à cheval cesse alors d'exister et son numéro est vacant depuis cette époque.
Historique

### 22echasseurs à cheval
Le 22e régiment de chasseurs à cheval est issu du régiment de chasseurs à cheval de la Vendée formé en 1815. En 1825, le 22e régiment de chasseurs à cheval devient le 10e régiment de dragons. Le 22e régiment de chasseurs à cheval cesse alors d'exister et son numéro est vacant depuis cette époque.
Historique
Le 22e régiment de chasseurs à cheval fait la campagne de 1823 au 4e corps d'armée d'Espagne avec lequel il se distingue lors des combats de Llada et de Liers les 15 et 16 septembre 1823.

### 23echasseurs à cheval
Le 23e régiment de chasseurs à cheval est issu du régiment de chasseurs à cheval de la Vienne formé en 1815. En 1825, le 23e régiment de chasseurs à cheval devient le 11e régiment de dragons. Le 23e régiment de chasseurs à cheval cesse alors d'exister et son numéro est vacant depuis cette époque.
Historique
Le 23e régiment de chasseurs à cheval fait la campagne de 1823 à l'armée d'Espagne avec lequel il se distingue lors des combats sous Barcelone les 9 et 10 juillet 1823.

### 24echasseurs à cheval
Le 24e régiment de chasseurs à cheval est issu du régiment de chasseurs à cheval des Vosges formé en 1815. En 1825, le 23e régiment de chasseurs à cheval devient le 12e régiment de dragons. Le 24e régiment de chasseurs à cheval cesse alors d'exister et son numéro est vacant depuis cette époque.
Historique
Le 24e régiment de chasseurs à cheval fait la campagne de 1823 à l'armée d'Espagne avec lequel il se distingue lors des combats sous Barcelone le 30 juillet 1823.

## Régiments de hussards

### 1erhussards
Le 1er régiment de hussards est formé du simple renommage du régiment des hussards de Chartres qui portait avant l'ordonnance du 21 septembre 1824 le nom de régiment des hussards du Jura formé en 1815.
Historique
Le 1er régiment de hussards fait la campagne de 1823 au 1er corps de l'armée d'Espagne avec lequel il se distingue lors des combats d'Astorga et de Puerto de Mirabete les 2 juin et 30 septembre 1823.

En 1832, le régiment est à l'armée du Nord.

### 2ehussards
Le 2e régiment de hussards est formé du simple renommage du régiment de hussards de la Meurthe formé en 1815.
Historique
En 1832, le régiment est à l'armée du Nord.
 
Le régiment participe aux campagnes de 1844 et 1847 à l'armée d'Afrique avec laquelle il se distingue à la bataille d'Isly, le 11 aout 1844, durant l'expédition du Maroc  et à la bataille de Sidi-Brahim du 23 au 26 septembre 1845 contre Abd El Kader.

### 3ehussards
Le 3e régiment de hussards est formé du simple renommage du régiment de hussards de la Moselle formé en 1815.
Historique
Le 3e régiment de hussards fait la campagne de 1823 au 5e corps de l'armée d'Espagne avec lequel il se distingue lors du combat de Tramaced, le 8 octobre 1823.

En 1848 et 1849 le régiment est affecté à l'armée des Alpes.

### 4ehussards
Le 4e régiment de hussards est formé du simple renommage du régiment de hussards du Nord formé en 1815.
Historique
Le 4e régiment de hussards fait la campagne de 1823 au 3e corps de l'armée d'Espagne avec lequel il se distingue lors des combats dans les Asturies et en Galicie les 25 juin et 7 juillet 1823.

### 5ehussards
Le 5e régiment de hussards est formé du simple renommage du régiment de hussards du Bas-Rhin formé en 1815.
Historique
Le 5e régiment de hussards fait la campagne de 1823 au 1er corps de l'armée d'Espagne avec lequel il se distingue lors des combats de Logrono et de San Lucar la Mayor, les 17 avril et 19 juin 1823.

Le régiment participe aux campagnes de 1836 et 1837 à l'armée d'Afrique.

### 6ehussards
Le 6e régiment de hussards est formé du simple renommage du régiment de hussards du Haut-Rhin formé en 1815.
Historique
Le 6e régiment de hussards fait la campagne de 1823 au 4e corps de l'armée d'Espagne avec lequel il se distingue lors des combats de Martorell et de Molins del Rey, le 9 juillet 1823 ainsi qu'au combats de Caldès et sous Barcelone les 14 août et 10 septembre suivant.

### 7ehussards
Le 7e régiment de hussards est formé par ordonnance du 29 septembre 1840.
Historique
Le 7e régiment de hussards fait les campagnes de 1848 et 1849 à l'armée des Alpes.

### 8ehussards
Le 8e régiment de hussards est formé par ordonnance du 29 septembre 1840.
Historique
Le 8e régiment de hussards fait les campagnes de 1848 et 1849 à l'armée des Alpes.

### 9ehussards
Le 9e régiment de hussards est formé par ordonnance du 29 septembre 1840.
Historique

## Régiments de chasseurs d'Afrique

### 1erchasseurs d'Afrique
Le 1er régiment de chasseurs d'Afrique est formé par ordonnance du 17 novembre 1831 de détachements tirés de différends corps de cavalerie.
Historique
Le régiment participe aux campagnes à partir de sa création, en 1831 à l'armée d'Afrique. Il s'est fait remarquer dans les diverses expéditions, razzias et engagements auxquels il a pris part.

### 2echasseurs d'Afrique
Le 2e régiment de chasseurs d'Afrique est formé par ordonnance du 17 novembre 1831 de détachements tirés de différends corps de cavalerie.
Historique
Le régiment participe aux campagnes à partir de sa création, en 1831 à l'armée d'Afrique. Il s'est fait remarquer dans les diverses expéditions, razzias et engagements auxquels il a pris part.

### 3echasseurs d'Afrique
Le 3e régiment de chasseurs d'Afrique est formé par ordonnance du 28 novembre 1832 de détachements tirés de différends corps de cavalerie.
Historique
Le régiment participe aux campagnes à partir de sa création, en 1832 à l'armée d'Afrique. Il s'est fait remarquer dans les diverses expéditions, razzias et engagements auxquels il a pris part.

### 4echasseurs d'Afrique
Le 4e régiment de chasseurs d'Afrique est formé par ordonnance du 31 août 1839 de détachements tirés de différends corps de cavalerie.
Historique
Le régiment participe aux campagnes à partir de sa création, en 1839 à l'armée d'Afrique. Il s'est fait remarquer dans les diverses expéditions, razzias et engagements auxquels il a pris part.

## Régiments de spahis

### 1erspahis
Le 1er corps de cavalerie indigène d'Afrique est créé à Alger, par ordonnance du 10 septembre 1834, sous la dénomination de spahis réguliers.
Historique
Une ordonnance du 21 juillet 1845 constitue le 1er corps en régiment, qui ont conserve son ancienne dénomination en devenant le 1er régiment de spahis.
 
Le régiment participe aux  à l'ensemble des campagnes à l'armée d'Afrique en donnant donné les plus grandes preuves de valeur dans toutes les affaires qu'il a eu à soutenir.

Un escadron supplémentaire du 1er régiment de spahis a été employé au service du Sénégal sous le nom de spahis sénégalais.

### 2espahis
Le 2e corps de spahis est créé à Bône, par ordonnance du 10 juin 1835.
Historique
Une ordonnance du 21 juillet 1845 constitue le 2e corps en régiment, qui ont conserve son ancienne dénomination en devenant le 2e régiment de spahis.
 
Le régiment participe aux  à l'ensemble des campagnes à l'armée d'Afrique en donnant donné les plus grandes preuves de valeur dans toutes les affaires qu'il a eu à soutenir. 

### 3espahis
Le 3e corps de spahis est créé à Oran, par ordonnance 12 août 1836.
Historique
Une ordonnance du 21 juillet 1845 constitue le 3e corps en régiment, qui ont conserve son ancienne dénomination en devenant le 3e régiment de spahis.
 Le régiment participe aux  à l'ensemble des campagnes à l'armée d'Afrique en donnant donné les plus grandes preuves de valeur dans toutes les affaires qu'il a eu à soutenir.